# O Algarve (semanário)
O Algarve : semanário independente foi fundado em 1908 na cidade de Faro sob a direção de Ferreira da Silva.